# Habitica
Habitica (vormals HabitRPG) ist eine Online-Zeitmanagement-Anwendung. Im Gegensatz zu den meisten anderen Management-Programmen versucht Habitica, Elemente des Zeitmanagements durch Gamification in Form eines Rollenspieles für die Anwender attraktiv und motivierend zu halten. Es wird entwickelt und verwaltet von OCDevel. Das Projekt selbst steht unter der freien GPL-Lizenz.
Habitica erlaubt es dem Anwender, gute und schlechte Gewohnheiten einzustellen und durch deren Erfüllung Erfahrungspunkte zu sammeln oder zu verlieren. Es können auch einmalige Aufgaben erstellt werden. Sollte der Anwender einer gewünschten Gewohnheit nicht nachkommen oder einer schlechten Angewohnheit nachkommen, so verliert sein Charakter Lebenspunkte. Verliert der Charakter alle Lebenspunkte, wird der Anwender ein komplettes Level zurückgesetzt und verliert zusätzlich einen Gegenstand, der zufällig aus seinem Inventar ausgewählt wird. Kann der Anwender hingegen rechtzeitig ausreichend Erfahrung durch Erledigen von Aufgaben sammeln, so kann ein Levelaufstieg und damit eine vollständige Lebensherstellung des Charakters erreicht werden. Für das Erreichen von Aufgaben werden neben Erfahrungspunkten auch Goldstücke gutgeschrieben, welche für das Kaufen von Belohnungen verwendet werden können, die entweder im Spiel eingelöst werden können, oder die der Anwender sich selbst konfiguriert und im echten Leben einlösen kann.

## Rezeption
- Felix Knoke: Spiele-App „Habitica“ im Test: 1:0 für den inneren Schweinehund. Der Spiegel. 18. August 2015, abgerufen am 1. April 2018.